# Успенский собор (Владивосток)
Собор Успения Пресвятой Богородицы — утраченный православный храм во Владивостоке. Собор полностью разрушен в 1938 году. На фундаменте собора было построено здание художественного колледжа.

## История
Храм в честь Успения Пресвятой Богородицы во Владивостоке был заложен 8 июня 1861 года и освящён 1 апреля 1862, став первой церковью во Владивостоке. Размеры деревянного храма были невелики: 19 на 8,5 м. Иконостас был изготовлен из корабельного паруса, натянутого на деревянную раму, и окрашен белой краской. Купола и колокольни в храме не было.
Вскоре было решено возвести возвести каменный храм, площадь вокруг которого стала центральной во Владивостоке. 14 августа 1876 года рядом с деревянной церковью состоялась торжественная закладка нового Успенского храма. Строительство началось по проекту инженера В. С. Шмакова. Однако в связи с предполагаемым переводом главного порта в бухту Ольга оно было прекращено. Лишь в 1886 году благодаря содействию военного губернатора Владивостока Александра Фёдоровича Фельдгаузена строительство собора было возобновлено по проекту архитектора Миллера. 6 декабря 1889 года епископ Камчатский и Благовещенский Гурий торжественно освятил новый храм.

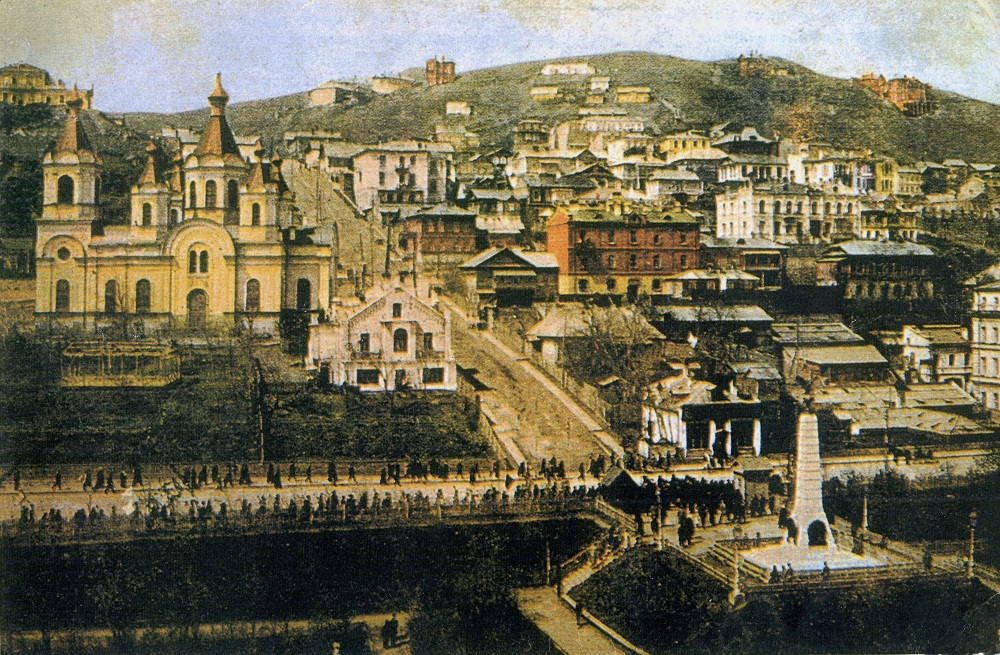
Собор в начале XX века

Храм был рассчитан на 1000 человек. Для города это было первое подобное сооружение с высотой главного купола 35 метров. Пятиглавый Успенский собор заметно выделялся среди прочих городских зданий своей стройностью и строгостью наружной отделки.
Главный иконостас отличался изяществом резьбы и обилием позолоты. В 1894 году местный художник Александр Феофилактович Соколов расписал собор, воспроизведя 26 картин из Священной истории, образы 12 апостолов в куполе собора, а на наружных стенах — икону Успения Божией Матери и четырёх евангелистов.
В 1900 году на средства известного владивостокского купца Василия Пьянкова был сооружен левый придел в честь святого равноапостольного князя Владимира.
В 1908 году по проекту архитектора Ю. Л. Вагнера на склоне Пушкинской горы возвели церковно-причтовый дом. В нем располагались казначейство, ризница, библиотека, комната отдыха для духовенства и подсобные помещения.
В связи с образованием Владивостокской епархии 5 января 1899 года новый Успенский собор стал кафедральным.
На протяжении многих лет собор оставался единственным приходским храмом и духовным центром Владивостока.

### Советское время
Успенский собор был закрыт большевистскими властями в 1932 году, в период репрессий против Русской Православной Церкви.
В 1938 году храм был разрушен. На остатках фундамента построили жилой дом, в котором впоследствии разместился художественный колледж.

### Возрождение прихода
В 1996 году Владивостокской епархии был возвращён церковно-причтовый дом. Усилиями прихожан и настоятеля иеромонаха Сергия (Чашина) в доме была воссоздана Успенская церковь. В 2001 году храм венчали куполами и крестами, в 2002 году установили иконостас и 15 апреля 2006 новый храм был освящён. В 2009 году рядом с храмом построена звонница.
На месте алтаря разрушенного собора был установлен крест.

## Архитектура
Собор стал первым каменным зданием в русском стиле во Владивостоке. Здание было выстроено в традициях раннего русского стиля, наиболее точно отражённого в работах К. А. Тона и его школы. Успенский собор, выстроенный «кораблём», то есть с пристроенной по оси здания колокольней, во многом напоминал церковь во имя Благовещения Пресвятой Богородицы в Санкт-Петербурге, выстроенную по проекту Тона в 1849 году.